# Abu Makki
Abu Makki – miejscowość w Syrii, w muhafazie Idlib. W 2004 roku liczyła 2455 mieszkańców.